# Sottie
Sottie (französisch sotie, von sot „Narr“), deutsch auch Narrenspiel, ist die Bezeichnung einer Art dramatischer Possen oder Satiren, die wie die Moralitäten und Farcen den Anfangszeiten des französischen Dramas angehörten und deren Personen Narren waren.
Sie wurden von den Enfants sans souci, dann auch von den Mitgliedern der Bazoche aufgeführt und zeichneten sich besonders durch die Plumpheit ihrer Rollen und kühn tadelnde Sprache aus.
Seit Pierre Gringore, der viele solcher Stücke schrieb, meistens mit typischen Narrenfiguren, wie le prince Sot, la mère Sotte usw., wurden sie ausgeführter und erhielten eine politisch- oder kirchlich-satirische Zuspitzung.
In der ersten Hälfte des 17. Jahrhunderts verschwanden die Sottien allmählich von der Bühne wie von der Straße. In Deutschland, wohin sie sich von Frankreich aus verbreiteten, verschmolzen sie mit den Fastnachtsspielen.
Dieser Artikel basiert auf einem gemeinfreien Text aus Meyers Konversations-Lexikon, 4. Auflage von 1888 bis 1890.